# Potamogeton hillii
Potamogeton hillii är en nateväxtart som beskrevs av Thomas Morong. Potamogeton hillii ingår i släktet natar, och familjen nateväxter. Inga underarter finns listade.